# Palaealectoris incertus
Palaealectoris incertus — викопний вид куроподібних птахів родини Фазанові (Phasianidae), що існував у ранньому міоцені в Північній Америці. Описаний по лівій плечовій кістці, що знайдена у відкладеннях формації Марсленд у штаті Небраска, США.